# Ophionellus ericki
Ophionellus ericki är en stekelart som beskrevs av Ian D. Gauld och Bradshaw 1997. Ophionellus ericki ingår i släktet Ophionellus och familjen brokparasitsteklar. Inga underarter finns listade i Catalogue of Life.